# Medidas activas

Emblema de la KGB

Las medidas activas (en ruso: активные мероприятия, romanizado: aktivnye meropriyatiya) es un término usado para describir a las acciones llevadas a cabo por los servicios de seguridad de la Unión Soviética que incluye desinformación, propaganda, engaño, sabotaje, desestabilización, espionaje, falsificación de documentos oficiales, asesinatos y represión política, infiltración en iglesias y persecución de disidentes. Las medidas activas van "desde manipulaciones de los medios de comunicación hasta acciones especiales que implican diversos grados de violencia". Los programas se basaron en las prioridades de política exterior de la Unión Soviética.
Fue establecida por Iósif Stalin en 1923. Las medidas activas incluyeron el establecimiento de organizaciones internacionales de fachada (como el Consejo Mundial de la Paz), partidos comunistas, socialistas o de oposición extranjeros, guerras de liberación nacional, grupos clandestinos, insurgentes y terroristas.
Las medidas activas han continuado en la era postsoviética en Rusia.

## Descripción
El ex-general de la KGB, Oleg Kalugin, explicó que:

"el corazón y el alma de la inteligencia soviética era la subversión. No la recolección de inteligencia, sino la subversión: medidas activas para debilitar a Occidente, para impulsar la separación en las alianzas de la comunidad occidental de todos los tipos, especialmente la OTAN, para sembrar la discordia entre aliados, para debilitar a los Estados Unidos a los ojos de los pueblos de Europa, Asia, África, América Latina y, de esta manera, preparar el terreno en caso de que la guerra realmente ocurra"

## Implementación

### Promoción de organizaciones guerrilleras
Los servicios secretos soviéticos han sido descritos como "los principales instructores de guerrillas en todo el mundo". Según Ion Mihai Pacepa, el general de la KGB Aleksandr Sakharovsky dijo una vez: "En el mundo actual, cuando las armas nucleares han vuelto obsoleta la fuerza militar, el terrorismo debería convertirse en nuestra principal arma". También afirmó que "el secuestro de aviones es mi propia invención". Solo en 1969, 82 aviones fueron secuestrados en todo el mundo por la OLP con financiación de la KGB.
Además, Pacepa reivindicó la operación "SIG" ("Gobiernos sionistas") que se ideó en 1972, para poner a todo el mundo islámico en contra de Israel y Estados Unidos. El presidente de la KGB, Yuri Andropov, supuestamente le explicó a Pacepa que

mil millones de adversarios podrían infligir un daño mucho mayor a Estados Unidos que unos pocos millones. Necesitábamos inculcar un odio al estilo nazi hacia los judíos en todo el mundo islámico y convertir esta arma de las emociones en un baño de sangre terrorista contra Israel y su principal partidario, los Estados Unidos.

### Instalación y desestabilización de gobiernos
Después de la Segunda Guerra Mundial, las organizaciones de seguridad soviéticas desempeñaron un papel clave en la instalación de gobiernos comunistas títeres en Europa del Este, China, Corea del Norte y más tarde en Afganistán. Su estrategia incluía represiones políticas masivas y el establecimiento de servicios secretos subordinados en todos los países ocupados.
Algunas de las medidas activas fueron tomadas por los servicios secretos soviéticos contra sus propios gobiernos o gobernantes comunistas. Los historiadores rusos Anton Antonov-Ovseenko y Edvard Radzinsky sugirieron que Iósif Stalin fue asesinado por asociados del jefe de la NKVD Lavrentiy Beria, según las entrevistas de un ex guardaespaldas de Stalin y evidencia circunstancial. Según las afirmaciones de Yevgenia Albats, el jefe de la KGB Vladimir Semichastny estuvo entre los conspiradores contra Nikita Khrushchev en 1964.
Según los informes, el presidente de la KGB Yuri Andropov luchó por el poder con Leonid Brézhnev. El intento de golpe soviético de 1991 contra Mijaíl Gorbachov fue organizado por el presidente de la KGB Vladimir Kryuchkov. El general Viktor Barannikov, entonces exjefe de la Seguridad del Estado, se convirtió en uno de los líderes del levantamiento contra Boris Yeltsin durante la crisis constitucional rusa de 1993.
El servicio de inteligencia ruso actual, el SVR, supuestamente trabaja para socavar a los gobiernos de los antiguos estados satélites soviéticos como Polonia, los estados bálticos y Georgia.

### Asesinatos políticos
El desertor de inteligencia del bloque soviético de más alto rango, el teniente general Ion Mihai Pacepa, afirmó haber tenido una conversación con Nicolae Ceaușescu, quien le habló sobre "10 líderes internacionales que el Kremlin mató o intentó matar": László Rajk e Imre Nagy de Hungría, Lucrețiu Pătrășcanu y Gheorghe Gheorghiu-Dej de Rumania, Rudolf Slánský y Jan Masaryk de Checoslovaquia, el Sha de Irán Mohammad Reza Pahlevi, el presidente de Pakistán Muhammad Zia-ul-Haq, Palmiro Togliatti de Italia, John F. Kennedy y Mao Zedong. Pacepa proporcionó algunas otras afirmaciones, como un complot para matar a Mao Zedong con la ayuda de Lin Biao organizado por la KGB y alegó que "entre los líderes de los servicios de inteligencia satélites de Moscú hubo un acuerdo unánime de que la KGB había estado involucrada en el asesinato del presidente Kennedy".
El presidente de Afganistán Hafizullah Amin fue asesinado por el Grupo Alfa de la KGB en la Operación Tormenta-333. Los presidentes de la no reconocida República Chechena de Ichkeria, organizada por separatistas chechenos, incluidos Dzhokhar Dudaev, Zelimkhan Yandarbiev, Aslan Maskhadov y Abdul-Khalim Saidullaev, fueron asesinados por el FSB y fuerzas afiliadas.
Otros casos ampliamente publicitados son los asesinatos del comunista ruso León Trotski y del escritor búlgaro Gueorgui Márkov.
También hubo denuncias de que la KGB estuvo detrás del intento de asesinato contra el Papa Juan Pablo II en 1981. La Comisión Mitrokhin, encabezada por el senador italiano Paolo Guzzanti, trabajó en los Archivos Mitrokhin desde 2003 hasta marzo de 2006, cuando se cerró sin que se presentaran pruebas de sus diversas alegaciones controvertidas, incluida la afirmación de que Romano Prodi, ex primer ministro de Italia y ex presidente de la Comisión Europea, era el "hombre de la KGB en Europa". Uno de los informantes de Guzzanti, Mario Scaramella, fue arrestado por difamación y tráfico de armas a finales de 2006.

### Apoyo a movimientos políticos
Según Stanislav Lunev, solo el GRU gastó más de $ 1000 millones para los movimientos pacifistas contra la guerra de Vietnam, que fue una "campaña enormemente exitosa y bien vale la pena el costo". Lunev afirmó que "el GRU y la KGB ayudaron a financiar casi todos los movimientos y organizaciones contra la guerra en Estados Unidos y en el extranjero".
En la década de 1980, la comunidad de inteligencia de Estados Unidos se mostró escéptica ante las afirmaciones de que el intento de influencia soviética en el movimiento por la paz tenía una influencia directa en la parte no alineada del movimiento. Sin embargo, se conocían intentos generalizados de influencia de la KGB en los Estados Unidos, Suiza y Dinamarca dirigidos al movimiento por la paz, y el Consejo Mundial de la Paz fue categorizado como una organización de fachada comunista por la CIA.
El Consejo Mundial de la Paz se estableció por orden del Partido Comunista de la URSS a fines de la década de 1940 y durante más de cuarenta años llevó a cabo campañas contra la acción militar occidental, principalmente estadounidense. Muchas organizaciones controladas o influenciadas por los comunistas se afiliaron a ella. Según Oleg Kalugin,

la inteligencia soviética [era] realmente incomparable... Los programas [de la KGB], que organizarían todo tipo de congresos, congresos de paz, congresos juveniles, festivales, movimientos de mujeres, movimientos sindicales, campañas contra los misiles estadounidenses en Europa, campañas contra las armas de neutrones, acusaciones de que el SIDA... fue inventado por la CIA... todo tipo de falsificaciones y material falsificado — [estaban] dirigidos a los políticos, la comunidad académica, al público en general.

Se ha afirmado ampliamente que la Unión Soviética organizó y financió movimientos de paz occidentales. Por ejemplo, el exagente de la KGB Sergei Tretyakov afirmó que a principios de la década de 1980 la KGB quería evitar que Estados Unidos desplegara misiles nucleares y que utilizó el Comité de Paz Soviético para organizar y financiar manifestaciones por la paz en Europa occidental (Las agencias de inteligencia occidentales, sin embargo, han encontrado evidencia mínima de esto). Tretyakov hizo una afirmación adicional no corroborada de que "La KGB fue responsable de crear toda la historia del invierno nuclear para detener los misiles Pershing II", y que alimentaron con información errónea a los grupos de paz occidentales y, por lo tanto, influyeron en un artículo científico clave sobre el tema realizado por científicos occidentales.
Según el historiador de inteligencia Christopher Andrew, la KGB en Gran Bretaña no pudo infiltrarse en figuras importantes de la Campaña para el Desarme Nuclear, y los soviéticos confiaron en influir en "contactos menos influyentes" que eran más receptivos a la línea de Moscú. Andrew escribió que el MI5 "no encontró evidencia de que la financiación de la KGB al movimiento por la paz británico fuera más allá del pago ocasional de pasajes y gastos a individuos".

## Acciones contra Estados Unidos
Algunas de las medidas activas de la URSS contra los Estados Unidos fueron expuestas en el Archivo Mitrokhin:
- Intentos de desacreditar a la CIA, utilizando al escritor Philip Agee (nombre en código PONT), quien expuso las identidades de muchos miembros del personal de la CIA. Mitrokhin alega que el boletín CovertAction de Agee recibió ayuda de la KGB y la DGI cubana.[27]
- Avivando las tensiones raciales en los Estados Unidos enviando cartas falsas del Ku Klux Klan, colocando un paquete explosivo en "la sección negra de Nueva York" (Operación Pandora).[27]
- Plantando acusaciones de que tanto John F. Kennedy como Martin Luther King habían sido asesinados por la CIA.[28][26][29][30]
- En el Medio Oriente en 1975, la KGB afirmó haber identificado a 45 estadistas de todo el mundo que habían sido víctimas de intentos de asesinato exitosos o fallidos de la CIA durante la última década.[29]
- Hacer que la ayuda militar estadounidense al gobierno de El Salvador (aumentada en más de cinco veces por la administración Reagan entre 1981 y 1984) sea tan impopular dentro de los Estados Unidos que la opinión pública exija que se detenga. Se crearon alrededor de 150 comités en Estados Unidos que se pronunciaron en contra de la injerencia estadounidense en El Salvador y se establecieron contactos con senadores estadounidenses.[29]
- Comenzando los rumores de que el agua potable fluorada era en realidad un complot del gobierno estadounidense para afectar el control de la población.[28]
- Fabricación de la historia de que el virus del sida fue fabricado por científicos estadounidenses en Fort Detrick. La historia fue difundida por el biólogo de origen ruso Jakob Segal.[31]

En 1974, según las estadísticas de la KGB, más de 250 medidas activas fueron dirigidas solo contra la CIA, lo que llevó a denuncias de abusos de la Agencia, tanto reales como (más frecuentemente) imaginarios, en los medios, debates parlamentarios, manifestaciones y discursos de líderes políticos de todo el mundo.

## Medidas activas posteriores a 1991
Las medidas activas han continuado en la era postsoviética en Rusia y en muchos sentidos se basan en los esquemas de la Guerra Fría. Después de la anexión de Crimea por parte de Rusia en 2014, los medios controlados por el Kremlin difundieron información errónea sobre el gobierno de Ucrania. En julio de 2014, el vuelo MH17 de Malaysia Airlines fue derribado por un misil ruso sobre el este de Ucrania, matando a los 298 pasajeros. Los medios de comunicación controlados por el Kremlin y los agentes en línea difundieron desinformación, alegando que Ucrania había derribado el avión.
La supuesta campaña de desinformación de Rusia, su participación en la retirada del Reino Unido de la UE, la interferencia en las elecciones presidenciales de Estados Unidos de 2016 y su supuesto apoyo a los movimientos de extrema derecha en Occidente se ha comparado con las medidas activas de la Unión Soviética en el sentido de que pretende "perturbar y desacreditar las democracias occidentales".
La introducción de Internet, específicamente las redes sociales, ofreció nuevas oportunidades para medidas activas. La Agencia de Investigación de Internet (IRA por sus siglas en inglés, afiliada al Kremlin), también conocida como la Rama de Guerra de la Información, se estableció en 2013. Esta agencia se dedica a difundir desinformación a través de Internet, siendo la operación destacada más conocida su participación en la interferencia en las Elecciones presidenciales de Estados Unidos de 2016. Según el Comité de Inteligencia de la Cámara, en 2018, el contenido orgánico creado por el IRA ruso llegó a por lo menos 126 millones de usuarios de Facebook en Estados Unidos, mientras que sus anuncios políticamente divisivos llegaron a 11,4 millones de usuarios de Facebook en Estados Unidos. Los tuits del IRA llegaron a aproximadamente 288 millones de usuarios estadounidenses. Según el presidente del comité, Adam Schiff, "[La campaña rusa] en las redes sociales fue diseñada para promover un objetivo más amplio del Kremlin: sembrar la discordia en Estados Unidos al exacerbar pasiones en una gama de asuntos divisivos. Los rusos lo hicieron al juntar falsas cuentas, páginas y comunidades para impulsar contenido y videos politizados, y para movilizar a estadounidenses reales para que firmen peticiones en línea y se unan a mítines y protestas".